# Cinnerethica optodes
Cinnerethica optodes är en fjärilsart som beskrevs av Edward Meyrick 1922. Cinnerethica optodes ingår i släktet Cinnerethica och familjen äkta malar. Inga underarter finns listade i Catalogue of Life.